# José Ceda
José Marti Ceda Marte (nacido el 8 de enero de 1987 en Santo Domingo) es un lanzador dominicano que pertenece a los Marlins de Miami en las Grandes Ligas de Béisbol.
Ceda comenzó su carrera en la organización de los Padres de San Diego. En 2005, Ceda tuvo un récord de 4 victorias y 2 derrotas en 13 partidos para el equipo de los Padres en la Dominican Summer League, mientras registraba una efectividad de 1.50. Fue canjeado por los Padres a los Cachorros de Chicago por Todd Walker el 31 de julio de 2006.
El 13 de noviembre de 2008, Ceda fue canjeado por los Cachorros a los Marlins de la Florida a cambio del lanzador derecho Kevin Gregg. Fue añadido al roster de 40 jugadores de los Marlins después de la temporada 2009 para protegerlo de la Regla 5.
El 14 de agosto de 2011, Ceda ha ganado algo de infamia, por dar boleto al relevista Santiago Casilla en cuatro lanzamientos cuando Casilla estaba de pie en el extremo de la caja de bateo, claramente sin tener la intención de hacerle swing a ninguno de los lanzamientos.